# Cenote

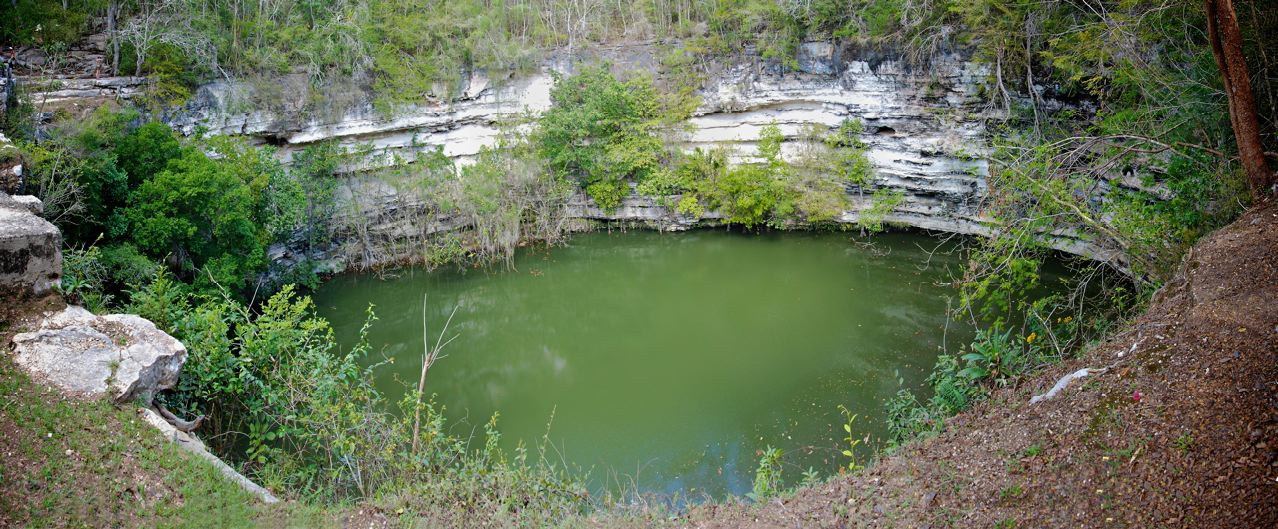
"Den heliga cenoten" vid Chichén Itzá, Mexiko

En cenote (spanska: [seˈnote] eller [θeˈnote]; från yukatek dzonot eller ts'onot, "brunn") är ett djupt hål eller slukhål som är karakteristiskt för Mexiko och Centralamerika. De skapas då kalkstensberggrund rasar samman och synliggör grundvattnet. De associeras speciellt med Yucatánhalvön och en del närliggande Karibiska öar där de användes till religiösa offringar under Mayariket.